# Pat Roberts
Pat Roberts (Topeka, 1936. április 20. –) az Amerikai Egyesült Államok Kansas államának szenátora.